# 1904-es argentin labdarúgó-bajnokság (első osztály)
Az 1904-es Primera División volt a 13. alkalommal megrendezett, legmagasabb szintű labdarúgó-bajnokság Argentínában.
A címvédő az Alumni volt. A bajnokságot a Belgrano csapata nyerte meg, a bajnokság történetében másodjára.

## Tabella
| Hely. | Csapat           | M  | Gy | D | V | G+ | G– | Gk  | P  | Továbbjutás vagy kiesés |
| ----- | ---------------- | -- | -- | - | - | -- | -- | --- | -- | ----------------------- |
| 1.    | Belgrano (B)     | 10 | 9  | 0 | 1 | 30 | 9  | +21 | 18 | Bajnokcsapat            |
| 2.    | Alumni           | 10 | 5  | 3 | 2 | 18 | 9  | +9  | 13 |                         |
| 3.    | Lomas            | 10 | 5  | 1 | 4 | 9  | 10 | −1  | 11 |                         |
| 4.    | Barracas         | 10 | 5  | 0 | 5 | 13 | 16 | −3  | 10 |                         |
| 5.    | Estudiantes (BA) | 10 | 2  | 1 | 7 | 12 | 27 | −15 | 5  |                         |
| 6.    | Quilmes          | 10 | 1  | 0 | 9 | 8  | 19 | −11 | 2  |                         |